# Fred Perry (Unternehmen)

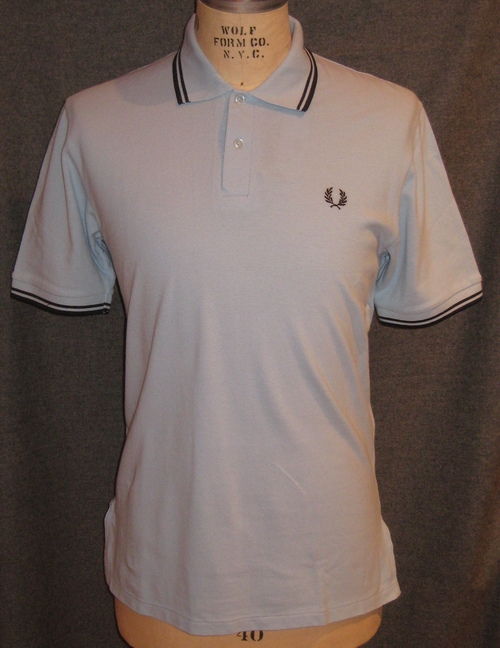
Poloshirt von Fred Perry

Fred Perry ist ein Modeunternehmen und gleichzeitig eine Modemarke aus Großbritannien.

## Geschichte
Das Unternehmen wurde 1952 vom Tennisspieler Fred Perry gegründet. Es gehört inzwischen dem japanischen Unternehmen Hit Union. Fred Perry machte 2018 einen Umsatz von 122,3 Millionen Pfund. Der Sitz befindet sich in 14 James Street im Londoner Stadtteil  Covent Garden.
Mitglieder der rechtsextremistischen Vereinigung Proud Boys tragen gerne ein gelbschwarzes Poloshirt der Marke. Als Reaktion darauf ließ das Unternehmen ab Herbst 2020 den Verkauf der gelbschwarzen Shirts in den USA und Kanada stoppen und kündigte an, man wolle den Verkauf erst wieder aufnehmen, wenn die Proud Boys verschwunden seien. Damit distanziert sich das Unternehmen von der Vereinnahmung durch faschistische bzw. rechtsextreme Gruppen.
Ähnlich wie Lonsdale wird auch Fred Perry inzwischen auch in linken Kreisen getragen. Anders als Lonsdale hatte Fred Perry keine Kampagne, dennoch distanzierte sich Fred Perry von Rassismus.